# Giacomo Lanfredini
Giacomo Lanfredini (ur. 26 października 1680 we Florencji, zm. 16 maja 1741 w Rzymie) – włoski kardynał.

## Życiorys
Urodził się 26 października 1680 roku we Florencji, jako syn Costanzy Sati. Studiował nauki prawne na Uniwersytecie Pizańskim, a następnie został kanonikiem kapituły katedralnej w rodzinnym mieście. Praktykował prawo, prowadząc jednocześnie pobożne i surowe życie, będąc audytorem kilku kardynałów. 16 marca 1727 roku przyjął święcenia kapłańskie. Został kanonistą Penitencjarii Apostolskiej, kanonikiem bazyliki watykańskiej i elektorem Najwyższego Trybunału Sygnatury Apostolskiej. 24 marca 1734 roku został kreowany kardynałem diakonem i otrzymał diakonię Santa Maria in Portico. 27 marca został wybrany biskupem Osimo, a osiem dni później przyjął sakrę. Podczas posługi biskupiej wizytował parafie, odwiedzał chorych i rozdawał hojne jałmużny biednym. W 1739 roku został prefektem Kongregacji ds. Kościelnych Immunitetów, a rok później zrezygnował z zarządzania diecezją. Zmarł 16 maja 1741 roku w Rzymie.